# Protoparmelia pulchra
Protoparmelia pulchra är en lavart som beskrevs av Diederich, Aptroot & Sérus. Protoparmelia pulchra ingår i släktet Protoparmelia och familjen Parmeliaceae.   Inga underarter finns listade i Catalogue of Life.